# 古谷忠之
古谷 忠之（ふるや ただゆき、1973年8月18日 - ）は、映像系、ドラマやテレビ番組などのプロデューサー、茨城県 取手市出身。
代表作は『REAL 恋愛殺人捜査班』、『東京二十三区女』、『あれほど逃げろと言ったのに…』、『アイゾウ　警視庁・心理分析捜査班』など。
SNSプロデューサーとしての活動もしている。

## 映像作品

### テレビドラマ
- 『東京オリンピックと世紀の大犯罪』～追跡！ 封印された死刑囚の“正体”～（2014年、フジテレビ）アシスタント・プロデューサー
- SHARE＜フジバラナイト SAT＞（2014年、フジテレビ）制作進行、プロデューサー
- 東京二十三区女（2019年、WOWOW）プロデューサー
- あれほど逃げろと言ったのに…（2019年、Abema）プロデューサー
- 3人のシングルマザー すてきな人生逆転物語（2020年、フジテレビ）プロデューサー
- アイゾウ　警視庁・心理分析捜査班[2]（2022年、フジテレビ）プロデューサー
- アイゾウ　警視庁・心理分析捜査班（連続版）（2022年、フジテレビ）プロデューサー
- 凋落ゲーム（火曜ACTION!）（2023年、フジテレビ）制作プロデューサー
- アイゾウ　警視庁・心理分析捜査班（スペシャル版）（2023年、フジテレビ）プロデューサー
- REAL 恋愛殺人捜査班[3]（FODオリジナル）（2024年、FOD）プロデューサー[4]

### 縦型ショートドラマ
- 俺、どうやら不倫しているらしい・・・（2024年、FANY: D）プロデューサー
- BLレッスン 〜雪之丞さんにはさからえない〜[5]（2025年、FANY: D）プロデューサー
- 私、ブラック企業の社長になりました[6]（2025年、FANY: D）プロデューサー
- いきなり不倫祭り（2025年、DMMショート）プロデューサー
- 極道人事部 黒崎隼人（2025年、FANY: D）プロデューサー

### その他
- 痛快TV スカッとジャパン（2014年、フジテレビ）制作進行
- 世界法廷ミステリー（2015年〜、フジテレビ）再現ドラマ プロデューサー
- 消えた天才（2017年、2018年〜2019年、TBSテレビ）再現ドラマ プロデューサー
- スポーツ 天国と地獄 〜今だから話せる！あの名場⾯のウラ側〜（2018年、TBSテレビ）再現ドラマ プロデューサー
- アリガト！JAPAN 助けてくれた日本人を捜しています（2020年、フジテレビ）再現ドラマ プロデューサー
- バース・デイ（横田慎太郎）（2021年、TBSテレビ）再現ドラマ プロデューサー
- 坂上どうぶつ王国（ゴリラのビンティ）（2021年、フジテレビ）プロデューサー
- 坂上どうぶつ王国（盲導犬ロゼル）（2022年、フジテレビ）プロデューサー

### SNS
- 婚活1000本ノック（2024年、フジテレビ）
- 完璧ワイフによる完璧な復讐計画（ドラマイズム）（2024年、MBS）
- 新宿野戦病院（2024年、フジテレビ）
- ジョフウ 〜女性に××××って必要ですか？〜（2025年、テレビ東京）